# Ølsted (Sønder Broby Sogn)
 For alternative betydninger, se Ølsted. (Se også artikler, som begynder med Ølsted)
Ølstedgård er udstykket fra Brobygård i 1850. Gården ligger i Sønder Broby Sogn, Faaborg-Midtfyn Kommune.
Hovedgården Ølstedgård nævnes første gang i skriftlige kilder i 1617. Ølstedgård var en korngård.
Allerede i 1705 kom Ølstedgård første gang under nabohovedgården Brobygård, og fra 1784 var den en del af grevskabet Muckadell sammen med Brobygård, Arreskov og Gelskov. Grevskabet afløstes i 1925 ved frasalg af Ølstedgård, hvis jord derefter blev udstykket til 14 statshusmandsbrug.
Hele grevskabets fæstegods blev solgt fra i 1916. Det var sent, men fæstebønderne var tilsyneladende ikke så interesserede i selveje – de havde gode forhold som fæstebønder på dette tidspunkt.
Ølstedgård består i dag kun af en enkelt bygning, som er fra ca 1850-tallet.
Ølstedgård er nu et Rudolf Steiner-hjem kaldet Elmehøjen. Elmehøjen er et bosted for 8 udviklingshæmmede børn mellem 7 og 18 år og 5 udviklingshæmmede voksne.

## Ejere af Ølstedgård
- (1850-1858) Albrecht Christopher lensgreve Schaffalitzky de Muckadell nr1
- (1858-1905) Erik Engelke lensgreve Schaffalitzky de Muckadell
- (1905-1926) Albrecht Christopher lensgreve Schaffalitzky de Muckadell nr2
- (1926-1950) Forskellige Ejere
- (1950-1987) Diakon Sander Evardt Viggo Mortensen og Sygeplejerske Juliane Borup Mortensen = Ølstedgård privat plejehjem
- (1987-1989) Forskellige ejer
- (1989-) Den selvejende institution Rudolf steiner-hjemmet Elmehøjen